# کیرون (آیووا)
کیرون (به انگلیسی: Kiron) شهری در ایالت آیووا کشور ایالات متحده آمریکا است که جمعیت آن در سرشماری سال ۲۰۱۰ میلادی، ۲۷۹ نفر بوده‌است.